# جائزة إسبانيا الكبرى 1967
جائزة إسبانيا الكبرى 1967 هو سباق فورمولا 1 أقيم بتاريخ 12 نوفمبر 1967 في مدريد، إسبانيا. حلّ البريطاني جيم كلارك أولا بينما جاء البريطاني غراهام هيل في المركز الثاني وحصل على المركز الثالث الأسترالي جاك برابهام.